# Церковная провинция Люблина
Церковная провинция Люблина — одна из 14 церковных провинций Римско-католической церкви в Польше.

## История
Церковная провинция Люблина была создана 25 марта 1992 году буллой Totus Tuus Poloniae Populus Римского папы Иоанна Павла II.

## Состав
Провинция подразделяется на следующие епархии:
- Архиепархия Люблина — образована в 1805 году; до 1818 года относилась к Церковной провинции Львова, в 1818-1820 гг. к Церковной провинции Варшавы;
- Епархия Сандомира — образована в 1818 году; до 1992 года относилась к Церковной провинции Варшавы;
- Епархия Седльце — образована в 1818 году как Яновская или Подляская епархия; в 1867 фактически упразднена, в 1889 упразднена юридически; с 1924 года существует под своим нынешним названием, до 1992 года являлась входила в состав Церковной провинции Варшавы.

Главой Церковной провинции Люблина является архиепископ-митрополит, в настоящее время (с 2011 года) — это Станислав Будзик.